# Charles-Tristan de Montholon

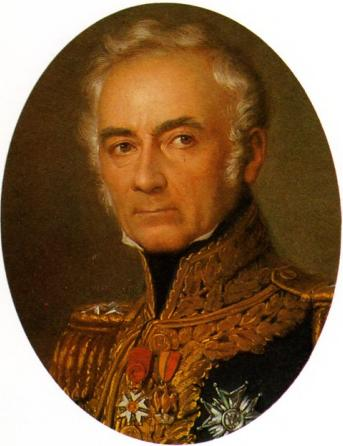
Charles-Tristan de Montholon

Charles-Tristan de Montholon (Parijs, 21 juli 1782 - aldaar, 24 augustus 1853) was een Franse generaal tijdens de napoleontische oorlogen. Hij vergezelde Napoleon toen die in 1815 naar Sint-Helena verbannen werd. Volgens sommige historici was hij verantwoordelijk voor de vergiftiging van Napoleon.

## Jeugd
Montholon was een zoon van Mathieu IV, markies van Montholon, kolonel van een regiment van dragonders en adjudant van de graaf van Provence en gewezen troonopvolger (de latere Lodewijk XVIII). Montholons vader stierf in 1788, toen hij pas zes jaar oud was. Zijn moeder Angélique Aimée de Rostaing hertrouwde in 1790 met de diplomaat Charles-Louis Huguet de Sémonville, die hierbij Charles-Tristan en haar drie andere kinderen adopteerde.
Op 10-jarige leeftijd, terwijl hij een leerling aan de militaire academie van Brienne was en op het fregat Junon diende, nam hij deel aan een expeditie van admiraal Laurent Truguet naar Sardinië, waarbij hij zou hebben geholpen bij het innemen van het fort van Cagliari. Hierna ging hij naar Ajaccio op Corsica, waar hij met zijn familie bij de Bonapartes verbleef. Volgens de overlevering zou hij onderwijs in wiskunde hebben gekregen van Napoleon en onderwijs in Latijn van Lucien Bonaparte.

## Carrière

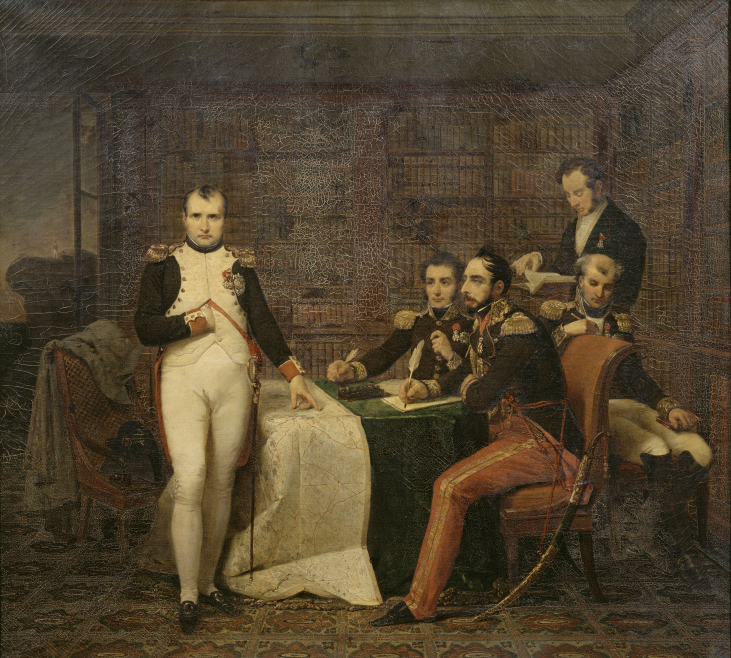
Napoleon dicteert zijn memoires aan onder meer Montholon

In 1798 ging hij in militaire dienst bij de cavalerie en steeg snel in rang. Als chef d'escadron steunde hij in 1799 de staatsgreep van Napoleon. Hij ontving een eresabel voor zijn verdiensten tijdens de Slag bij Hohenlinden in 1805 en werd benoemd tot Ridder in het Franse Legioen van Eer na de Slag bij Jena in 1806. Na de Slag bij Wagram in 1809 verheef Napoleon hem tot comte de l'Empire (graaf) en benoemde hem tot kamerheer van zijn keizerlijke hof.
Van 1810 tot 1812 diende hij als ambassadeur naar het groothertogdom Würzburg en rapporteerde het nieuws naar Parijs dat een nieuwe coalitie tegen Frankrijk in de maak was. Als dank werd hij bij zijn terugkeer naar Parijs tot generaal gepromoveerd. In 1814 was hij aanwezig in Fontainebleau toen Napoleon afstand van de troon deed, en was een van de weinige officieren die opriep tot een laatste poging om de geallieerden te verslaan.
Na de Restauratie benoemde koning Lodewijk XVIII hem tot brigadegeneraal (maréchal de camp) en decoreerde hem met de Orde van de Heilige Lodewijk. Toen Napoleon in 1815 uit Elba ontsnapte en terugkeerde naar Frankrijk, koos Montholon echter weer partij voor de keizer.
Na de Slag bij Waterloo werd Napoleon verbannen naar het Zuid-Atlantische eilandje Sint-Helena. Montholon volgde Napoleon naar Sint-Helena en bleef daar tot de dood van de keizer in 1821. Het was voornamelijk aan hem dat Napoleon zijn memoires dicteerde. Na Napoleons dood diende hij als executeur van Napoleons testament en liet Napoleons memoires uitgeven.
De volgende twee decennia hield Montholon zich afzijdig van de Franse politiek. In 1840 landde hij samen met Karel Lodewijk Napoleon (de latere keizer Napoleon III) in Boulogne en werd samen met hem gevangengezet in de vesting van Ham. Hij werd veroordeeld tot 20 jaar in de gevangenis, maar werd in 1847 vrijgelaten en vertrok naar Engeland. Twee jaar later keerde hij weer terug naar Frankrijk om parlementslid te worden in de Tweede Franse Republiek. Naar aanleiding van de staatsgreep van 2 december 1851, waarbij hij zich afzijdig hield, viel hij in ongenade.

## Huwelijk
Montholon trouwde in 1812 met Albine de Vassal, nadat haar eerdere huwelijk werd geannuleerd. In 1814 werd hun zoon, Charles de Montholon-Sémonville, later diplomaat en senator, geboren. Albine volgde haar man in 1815 naar Sint-Helena. Op het eiland zou een relatie tussen Albine en Napoleon zijn ontstaan, en ze zou zelfs in 1818 een dochter van de keizer gekregen hebben, genaamd Joséphine Napoléone de Montholon. Albine verliet in ieder geval het eiland met haar drie kinderen in 1819 en het huwelijk liep op de klippen. In 1823 gingen de twee uit elkaar. Ze konden echter niet scheiden omdat echtscheiding in 1816 in Frankrijk verboden werd.
In 1848 stierf Albine. Kort daarna trouwde Montholon met Caroline O'Hara, een dochter van een Ierse generaal.

## Napoleons moordenaar?
Volgens sommige historici was Montholon verantwoordelijk voor de moord op Napoleon door vergiftiging met arseen. Historicus Ben Weider en toxicoloog Sten Forshufvud bijvoorbeeld hebben deze theorie gesteld in hun bestseller The Murder Of Napoleon.
Montholon zou de keizer hebben vermoord in opdracht van de Britten of Franse royalisten, door over een lange periode kleine hoeveelheden arseen aan zijn wijn toe te voegen, zodat de moord niet ontdekt zou worden. Volgens David Chandler, een andere historicus die de theorie van Montholon als moordenaar steunt, werd de generaal gechanteerd door de graaf van Artois (de latere koning Karel X) met informatie dat Montholon geld had gestolen uit de soldijkas. Een ander mogelijk moordmotief was Napoleons nalatenschap; in zijn testament liet Napoleon 2 miljoen francs na aan Montholon, een enorm bedrag in die tijd.
Recent wetenschappelijk onderzoek heeft echter de moordtheorieën in twijfel getrokken door te stellen dat de hoge hoeveelheid arseen in Napoleons haar niet de belangrijkste doodsoorzaak was. Het onderzoek suggereert verder dat de belangrijkste doodsoorzaak inderdaad maagkanker zou zijn geweest, zoals oorspronkelijk werd gesteld.